# 74–76 High Street (Dundee)

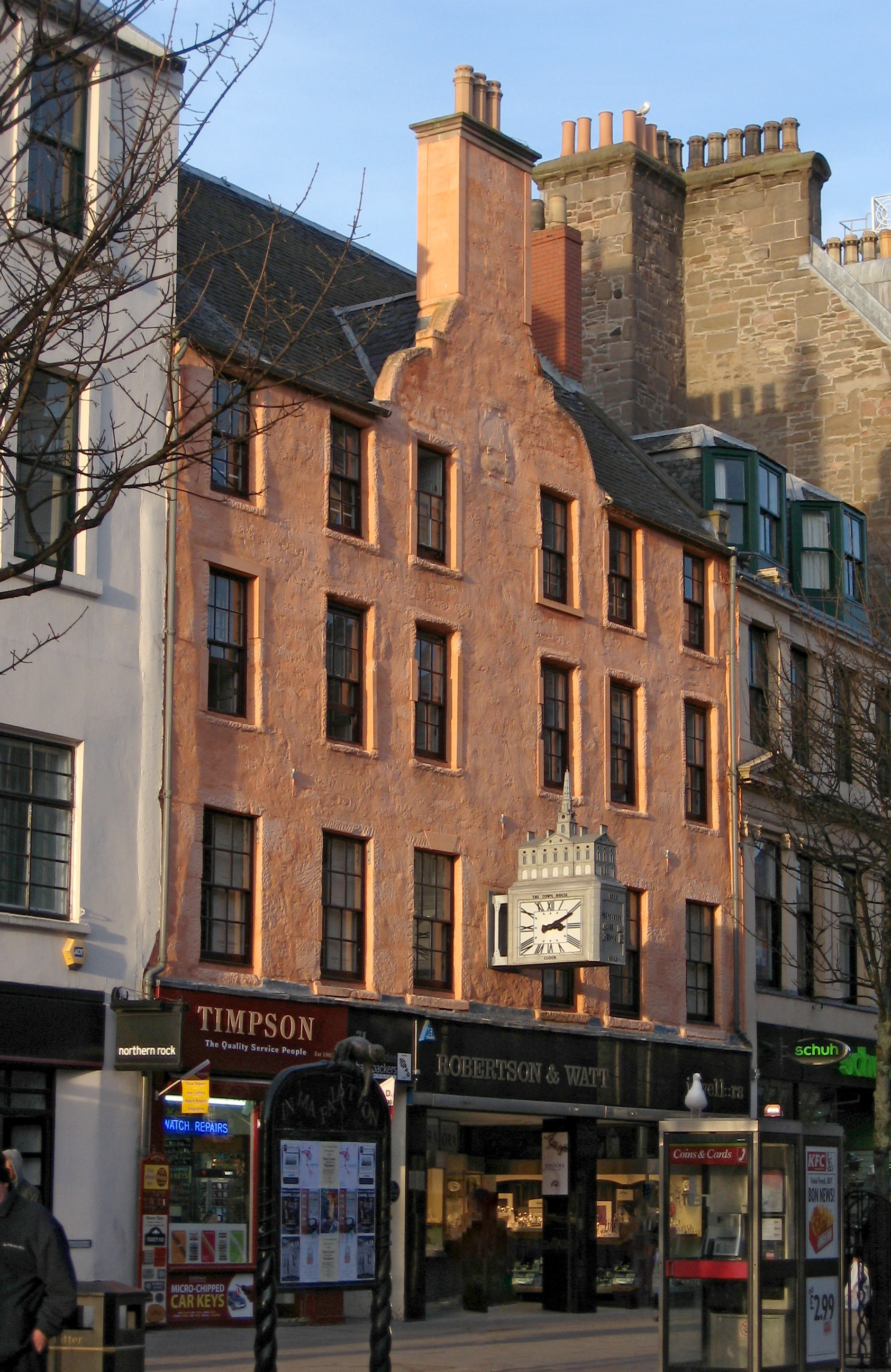
74–76 High Street ist am rechten Bildrand neben Gardyne’s Land sichtbar.

Unter der Adresse 74–76 High Street in der schottischen Stadt Dundee in der gleichnamigen Council Area befindet sich ein Geschäftsgebäude. 1994 wurde das Bauwerk in die schottischen Denkmallisten in der höchsten Denkmalkategorie A aufgenommen. Des Weiteren bildet es zusammen mit verschiedenen umliegenden Gebäuden ein Denkmalensemble der Kategorie A.

## Beschreibung
Das Geschäftsgebäude wurde im frühen 19. Jahrhundert errichtet. Vermutlich wurden jedoch Fragmente eines Vorgängerbauwerks aus dem 17. oder 18. Jahrhundert in das Mauerwerk integriert.
Das Gebäude steht an der High Street im Zentrum Dundees. Das denkmalgeschützte Ensemble 77–80 High Street schließt sich an der Ostseite an, während Gardyne’s Land an der Westseite steht. Die klassizistische, südexponierte Hauptfassade des dreistöckigen Gebäudes ist fünf Achsen weit. Die flächigen Schaufenster im Erdgeschoss sind neueren Datums. Die Fenster der Obergeschosse sind schlicht pilastriert. Zwischen erstem und zweitem Obergeschoss gliedert ein Gurtgesims mit Zahnschnitt die Fassade horizontal. Es läuft in den Dreiecksgiebeln, welche die Fenster auf den äußeren Achsen bekrönen, aus. Aus dem schiefergedeckten Dach treten abgekantete Dachgauben heraus.